# أليساندرو باريزي
أليساندرو باريزي (بالإيطالية: Alessandro Parisi)‏ (مواليد 15 أبريل 1977 في باليرمو - إيطاليا) لاعب كرة قدم إيطالي يلعب حاليا لصالح نادي الدرجة الأولى باري الإيطالي منذ 2008 في مركز الظهير الأيسر .

## مسيرته الكروية
لعب أليساندرو باريزي خلال مسيرته الاحترافية مع 7 أندية في سبعة عشر موسمًا وسجل خلالها 50 هدف ضمن 403 مباراة. ولم يفز بأي موسم بالكأس أو بالدوري.
خاض أليساندرو باريزي مسيرته مع نادي باليرمو في موسم 1995–96 في المرة الأولى لمدة موسم واحد ثم في موسم 1997–98 لمدة موسم واحد، مشاركًا طوالها في 11 مباراة ولم يسجل أي هدف. ثم انتقل إلى نادي طرابنش 1905 ‏ في موسم 1996–97 لمدة موسم واحد، حيث شارك في 12 مباراة سجل خلالها هدفًا واحدًا. لينتقل بعدها إلى نادي ريجيانا 1919 في موسم 1998–99 ولمدة موسمين، مشاركًا في 47 مباراة سجل خلالها 3 أهداف. ثم انتقل إلى نادي تريستينا في موسم 2000–01 واستمر معه طيلة ثلاثة مواسم، مشاركًا في 89 مباراة سجل خلالها 15 هدفًا. هذا وانتقل لاحقًا إلى نادي مسينا في موسم 2003–04 ليلعب معه خمسة مواسم، مشاركًا في 142 مباراة سجل خلالها 25 هدفًا. ثم انتقل بعدها إلى نادي باري في موسم 2008–09 واستمر معه طيلة ثلاثة مواسم، مشاركًا في 69 مباراة سجل خلالها 5 أهداف. ليعود وينتقل من جديد، لكن هذه المرة إلى نادي تورينو في موسم 2011–12 لمدة موسم واحد، مشاركًا في 33 مباراة سجل خلالها هدفًا واحدًا.

## روابط خارجية
- أليساندرو باريزي على موقع الاتحاد الدولي (مؤرشف)  (الإنجليزية)
- أليساندرو باريزي على موقع الاتحاد الأوربي (الإنجليزية)
- أليساندرو باريزي على موقع قاعدة بيانات كرة القدم.إي يو (الإنجليزية)
- أليساندرو باريزي على موقع ناشيونال فوتبول تيمز (الإنجليزية)
- أليساندرو باريزي على موقع Soccerway.com (الإنجليزية)
- أليساندرو باريزي على موقع عالم كرة القدم.نت (الإنجليزية)
- أليساندرو باريزي على موقع كووورة